# Stephanos (Dichter)
Stephanos, Sohn des Komödianten Antiphanes, war ein bedeutender Vertreter der griechischen Neuen Komödie im 4./3. Jahrhundert v. Chr.
Fälschlicherweise wurde Stephanos schon in einer antiken Kritik zu den bedeutendsten Dichtern der mittleren Komödie gezählt. Heute sind von ihm nur noch fünf Verse eines Dialoges aus seinem Werk Der Spartanerfreund bei Athenaios überliefert.